# لانس براون
لانس براون (بالإنجليزية: Lance Brown)‏ هو لاعب كرة قدم أمريكية أمريكي، ولد في 2 فبراير 1972 في جاكسونفيل في الولايات المتحدة.

## وصلات خارجية
- لانس براون على موقع مرجع كرة القدم المحترفة.كوم (الإنجليزية)